# Panax quinquefolius
Panax quinquefolius is de in Amerika meest gebruikte soort ginseng. Het komt van nature voor in het oosten van Noord-Amerika. Panax quinquefolius is een 50 cm hoge vaste plant met bloemschermen die bestaan uit ongeveer 25 wit-groenachtige bloemen. De bladeren zijn samengesteld en bestaan uit vijf deelbladen. De vruchten zijn scharlakenrood. De wortels worden in de herfst geoogst en daarna gedroogd.
De wetenschappelijke naam betekent letterlijk 'Allesgenezer, vijfbladig'. Het woord Panax is verwant met panacee.